# 奥尔特河 (萨尔特河支流)
奥尔特河（法語：Orthe，法語發音：[ɔʁt]）是法国卢瓦尔河地区大区马耶讷省与萨尔特省的河流，是萨尔特河的右支流，长35.1千米，发源自伊泽，于杜耶流入萨尔特河。